# هيلتون (كامبريدجشير)
هيلتون (بالإنجليزية: Hilton, Cambridgeshire)‏ هي قرية و أبرشية مدنية تقع في المملكة المتحدة في إنجلترا.